# Мамука (цар Імереті)
Мамука (Манучар) I (груз. მამუკა, бл. 1719 — 1769) — цар Імереті у 1746–1749 роках.

## Життєпис
Походив з династії Багратіоні. Син царя Георгія VII. Про молоді роки обмаль відомостей. 1732 року мегрельський мтаварі Отія Дадіані, швагр Мамуки, таваді Зураб Абашидзе і Григол Чхеїдзе, еріставі Рачи, виступили проти імеретинського царя Олександра V. маючи на меті повалити того й посадити на трон Мамуку. Царя було оточено в фортеці Кутаїсі, але заколотники побоювалися штурмувати замок через османські війська, що могли прийти на допомогу Олександру V. Тому на деякий час відступили.
Цим скористався Олександр V, який здобув допомогу Мамії IV. мтаварі Гурії, з яким в битві біля Чихорі завдав поразки Дадіані. Втім під тиском османського паши Чилдира передав землі Сачилао-Самікелао братові Мамукі. Пізніше останній зміг позбавити родини Чиджавадзе фортеці Себека та інших маєтків.
1741 року, коли інший брат Георгій за підтримки османського війська захопив трон, то Мамука залишив Імереті разом з братом Олександром V, перебравшись до Картлі. Але 1742 року повернувся до Імереті.
1746 року підняв нове повстання проти Олександра V, що на той час відновив владу в Імеретії. В результаті Мамука повалив брата й захопив трон. Але 1749 року Олександр V за допомоги османського війська повалив Мамуку, вкотре відновившись у владі. Знову вимушений був вдовольнитися титулом таваді Самікелао.
1752 року після смерті брата виступив проти його спадкоємця Соломона I, втім зазнав невдачі, внаслідок чого вимушений був тікати до османського еялету Чилдир. 1757 року Хаджи Ахмад-паша, валі Чилдира, зібравши значні війська, вирішив відновити Мамуку на троні. На їх бік перейшов Ростом Чхеїдзе, еріставі Рачи. Проте у битві біля Хресілі імеретино-мегрельське військо завдало рішучої поразки нападникам.
У 1766 році відмовився від прав на трон на користь сина теймураза, що за допомоги османів захопив Імеретію, але 1768 року зазнав поразки. Помер Мамука 1769 року.

## Родина
Дружина — Дареджан, донька Бежана Дадіані, мтаварі Мегрелії
Діти:
- Теймураз (д/н—1768), цар Імереті
- Георгій (д/н—після 1768)